# Cryptocephalus pusillus
Cryptocephalus pusillus là một loài bọ cánh cứng trong họ Chrysomelidae. Loài này được Fabricius miêu tả khoa học năm 1777.

## Hình ảnh

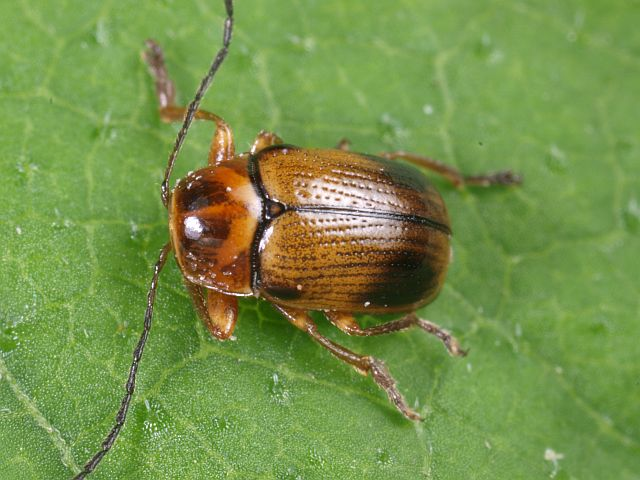